# Pharneuptychia coeca
Pharneuptychia coeca är en fjärilsart som beskrevs av Köhler 1935. Pharneuptychia coeca ingår i släktet Pharneuptychia och familjen praktfjärilar. Inga underarter finns listade i Catalogue of Life.